# Моето момиче
Моето момиче (на английски: My Girl) е американски игрален филм от 1991 година на режисьора Хауърд Зийф и по сценарий на Лорис Елехуейни. Във филма участват Маколи Кълкин и Ана Чълмски в нейния филмов дебют, така и също участват и Дан Акройд и Джейми Лий Къртис.
Продължението на филма Моето момиче 2, е пуснат през 1994 г.

## Дублажи

### Диема Вижън (2008)
| Преводач            | Златина Тенева                                                        |
| Тонрежисьор         | Стефан Дучев                                                          |
| Режисьор на дублажа | Димитър Кръстев                                                       |
| Озвучаващи артисти  | Ани Василева Лиза Шопова Емил Емилов Димитър Иванчев Здравко Методиев |

### Диема Вижън (2017)
| Преводач            | Ирина Ценкова                                                                                          |
| Тонрежисьор         | Цветомир Цветков                                                                                       |
| Режисьор на дублажа | Димитър Кръстев                                                                                        |
| Озвучаващи артисти  | Йорданка Илова Силвия Русинова Петя Миладинова Николай Николов Светозар Кокаланов Георги Георгиев-Гого |